# Mondregenbogen

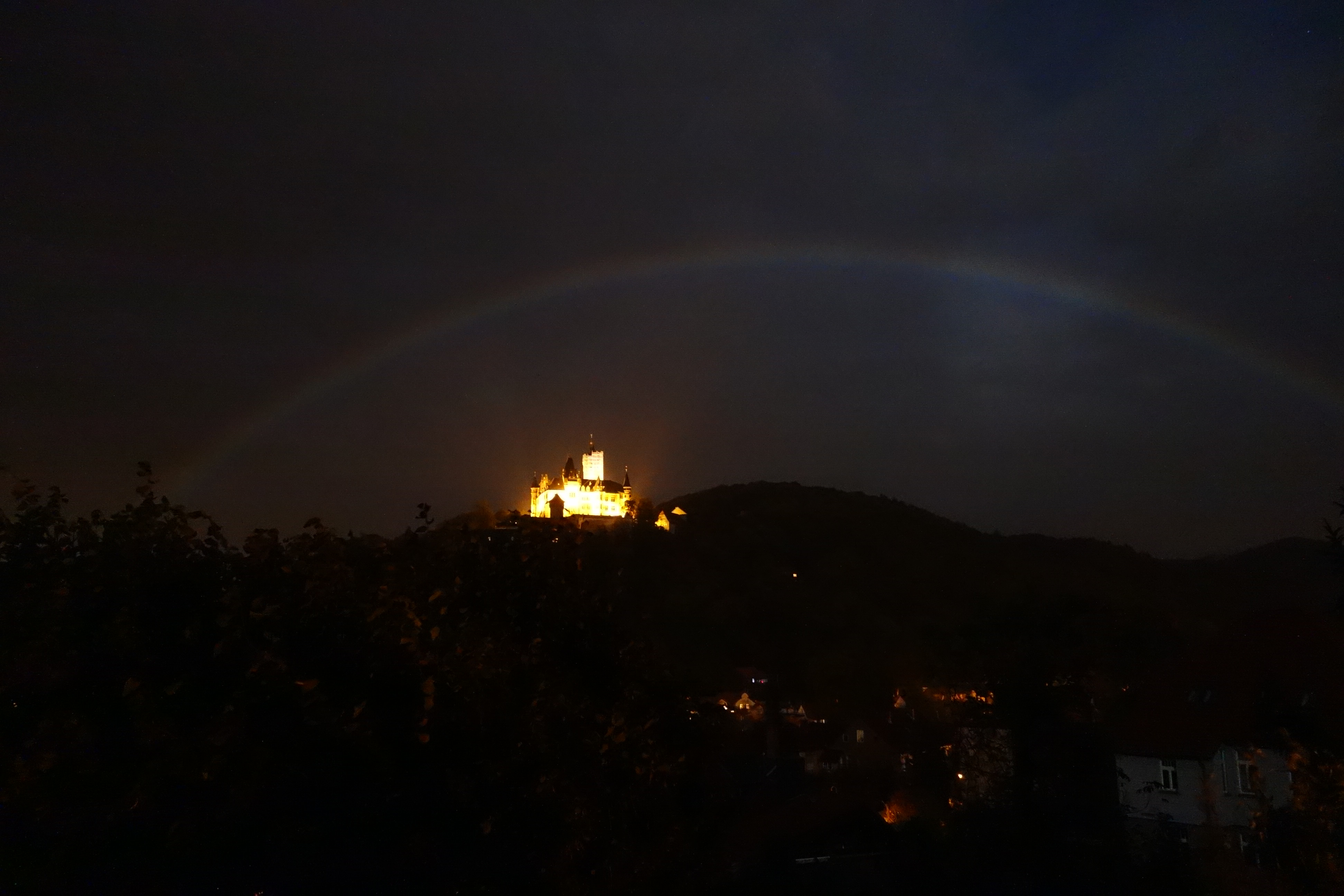
Mondregenbogen über dem Wernigeröder Schloss

Ein Mondregenbogen ist ein Regenbogen, der durch das Mondlicht entsteht. Mondregenbögen sind, da selbst der Vollmond 470.000 mal schwächer ist als die Sonne, lichtschwach und insbesondere bei Beeinträchtigung durch Lichtverschmutzung schwer zu sehen. Sie erscheinen dem menschlichen Auge aufgrund ihrer Lichtschwäche weiß, da beim Nachtsehen keine Farben wahrgenommen werden. Auf Fotos, aufgenommen mit langer Belichtungszeit oder mit hoher Lichtempfindlichkeit, sind Mondregenbögen jedoch ebenfalls farbig.
Mondregenbögen werden viel seltener beobachtet als gewöhnliche Regenbögen, weil die Helligkeit einer Mondsichel nicht für einen Mondregenbogen ausreicht. Nur zur Vollmondzeit und in einigen Nächten vor oder nach dem Vollmond ist die Helligkeit ausreichend. Bereits Aristoteles beschreibt um 330 vor Christus im zweiten Teil des dritten Buches seines Werks Meteorologica das Phänomen, von dem er angibt, dass die Farben kaum erkennbar sind, dass es bei auf- oder untergehendem Vollmond zu sehen ist und dass er es in über fünfzig Jahren nur zweimal gesehen hätte.
Zu Beginn der zweiten Szene des zweiten Aufzuges von Friedrich Schillers Drama Wilhelm Tell wird ein Mondregenbogen über dem Vierwaldstättersee beschrieben.

Mondregenbögen
Caspar David Friedrich: Gebirgslandschaft mit Regenbogen (1810), ob die Abbildung eines Mondregenbogens beabsichtigt war, ist umstritten.
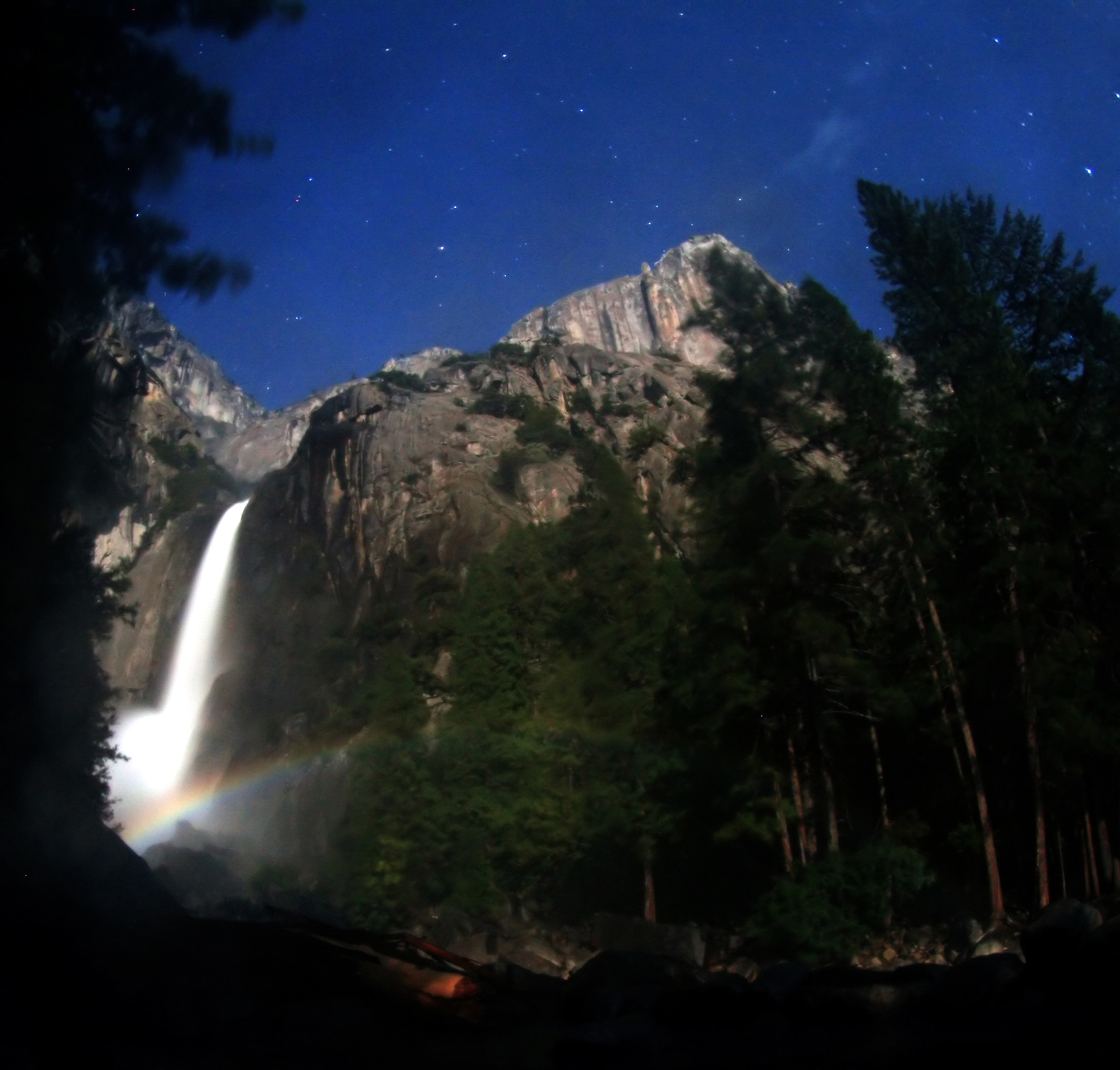
Mondregenbogen am Lower Yosemite Fall
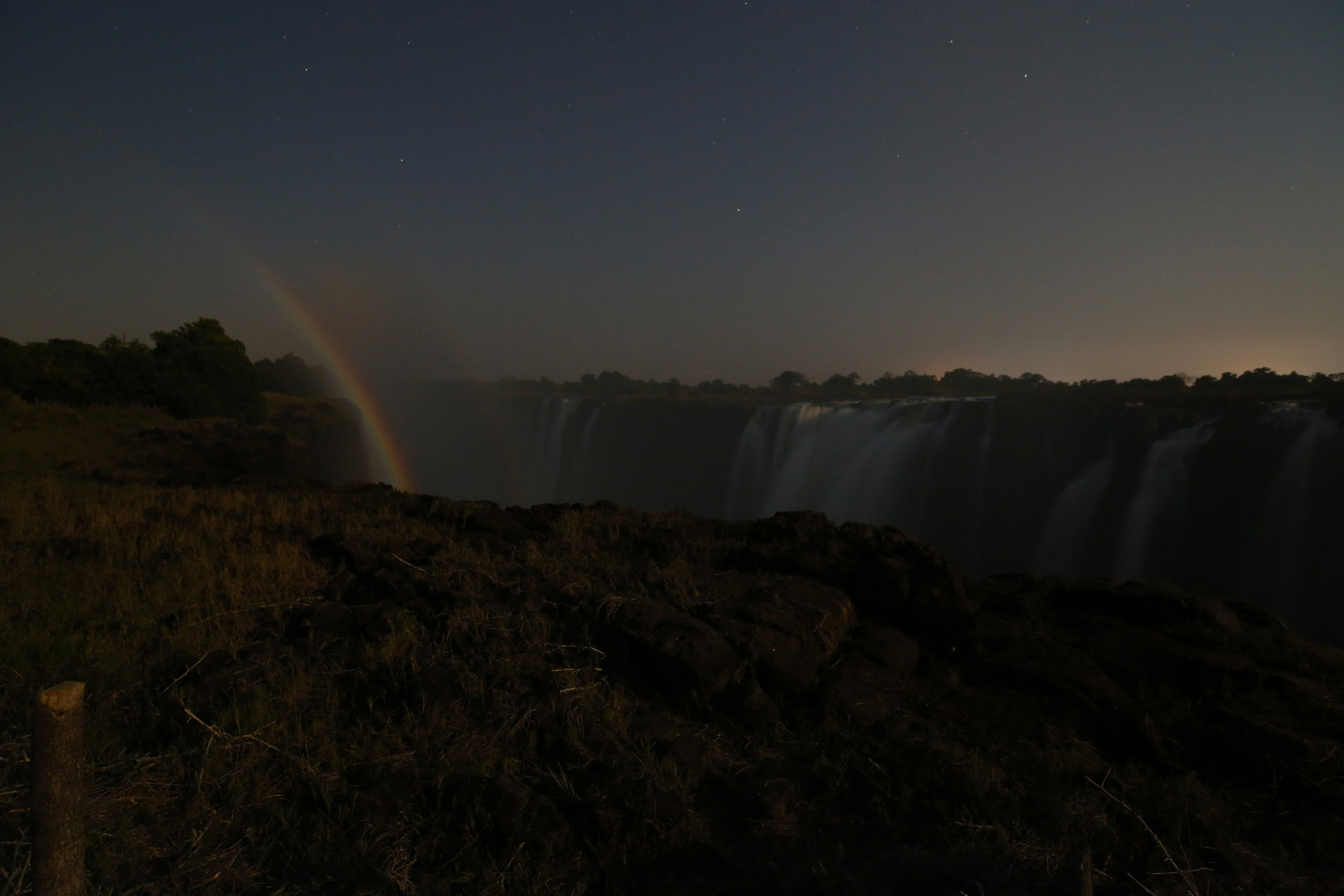
Mondregenbogen bei den Victoriafällen in Simbabwe, 2013
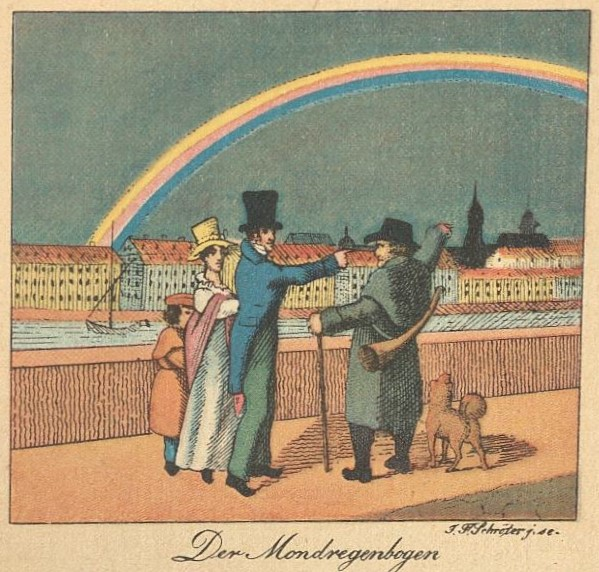
Johann Friedrich Schröter: Mondregenbogen in Karl Heinrich Grumbachs Kinderbuch Willibalds Durchzüge (1827)